# Petrinja
Petrinja [ˈpɛtriɲâ] (deutsch und italienisch auch Petrinia) ist eine Stadt in Mittelkroatien, unweit von Sisak im historischen Gebiet der Banovina. Die Stadt zählt zur Gespanschaft Sisak-Moslavina (Sisačko-moslavačka županija) und hat etwa 25.000 Einwohner (einschließlich der angrenzenden Ortschaften). Sie liegt rechts der Kupa. Westlich der Stadt befindet sich das Gebirge Petrova gora.
Am 29. Dezember 2020 erschütterte ein Erdbeben die Stadt und verursachte schwere Schäden.

## Religion

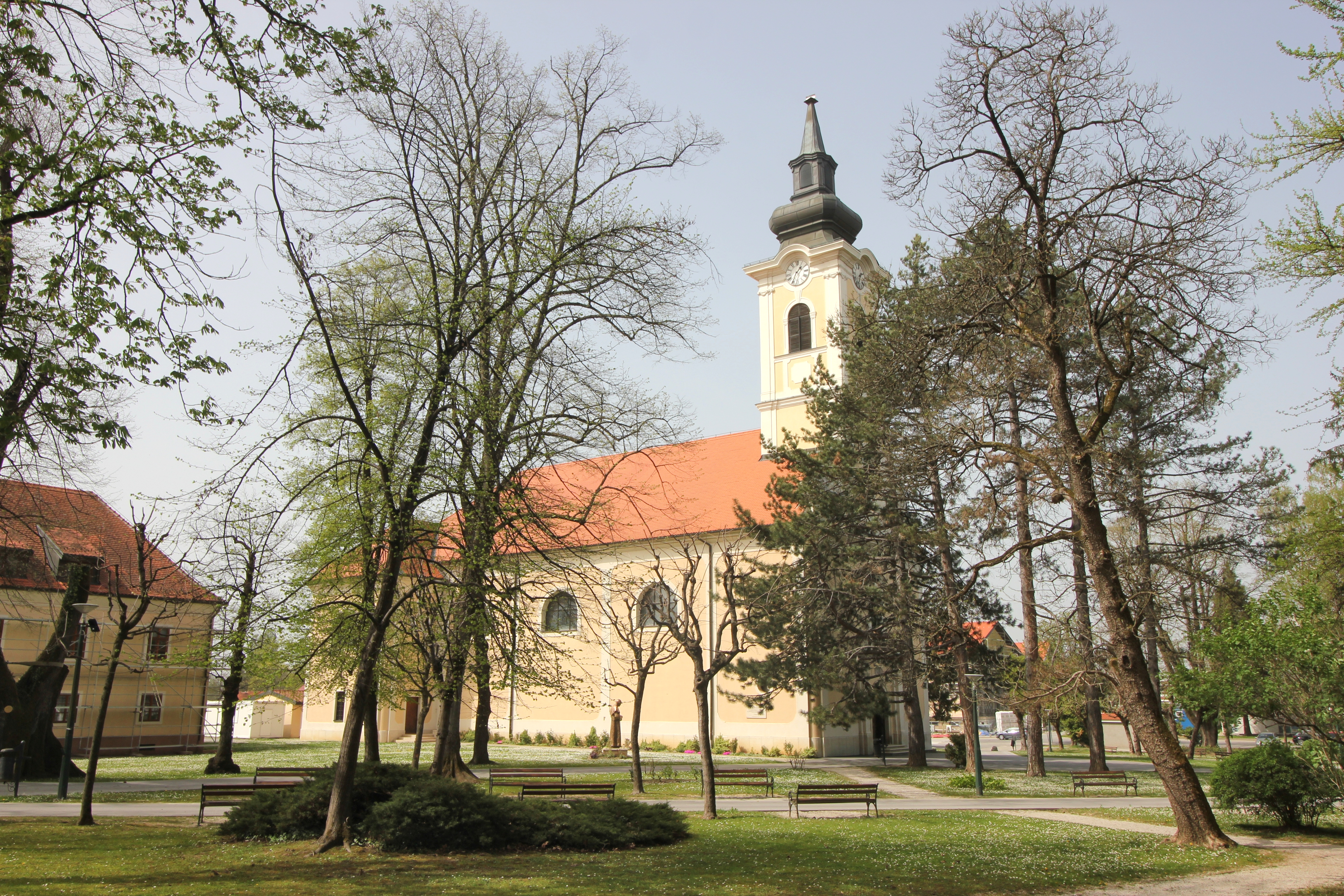
Die Römisch-katholische Kirche St. Laurentius mit Park im Stadtzentrum

### Serbisch-orthodox
1783 wurde die Kirchengemeinde Petrinja gegründet. 1785 wurde die Serbisch-orthodoxe Kirche Hl. Spyridon erbaut, diese wurde im Zweiten Weltkrieg von den Ustaša zerstört. Die in den 1970ern wiederaufgebaute Kirche wurde 1991 im Kroatienkrieg zerstört. 1994 noch während des Krieges wurde mit dem Bau einer dritten Kirche begonnen, dieser Kirchenbau wurde 1997 abgetragen. Seit 2019 wird am alten Standort die vierte Kirche Hl. Spyridon erbaut.
Die im Jahre 1878 erbaute Serbisch-orthodoxe Friedhofskirche Hl. Nikolaus wurde ebenfalls von den Ustaša 1941 ebenfalls schwer beschädigt, die Kirche wurde 1947, 1985 und 1990 renoviert und von den Kroaten von 1991 bis 1993 schwer mit Granatenprojektilen und Gewehrpatronen beschädigt.

### Römisch-katholisch
Die 1780 im spätbarocken-klassizistischen Stil erbaute Römisch-katholische Kirche St. Laurentius wurde während des Kroatienkriegs 1992 zerstört und originalgetreu 2004 wieder erbaut.
Weitere römisch-katholische Gotteshäuser in Petrinja: Die Kirche St. Katharina aus dem 19. Jahrhundert, die Rochuskapelle, die Dreifaltigkeitskapelle und eine Kapelle bei der Brücke über das Flüsschen Petrinjčica in der Straße Ulica M. Gupca.

## Verkehr
Petrinja liegt an der Kreuzung der Nationalstraßen D 36 (zur Autobahn 3/Sisak), D 37 (nach Glina und Richtung Karlovac) sowie D 30 (Zagreb–Hrvatska Kostajnica/Bosnien und Herzegowina). Die nächste Autobahnanschlussstelle befindet sich in Buševec 30 km nordöstlich der Stadt (Autobahn 11); in Planung ist zudem der Ausbau der A11 bis nach Sisak und Petrinja. Über die Zweigstrecke Sisak-Karlovac war die Stadt an das kroatische Eisenbahnnetz angeschlossen, die Strecke wurde im Zuge des Kroatienkrieges 1991–1995 zerstört.

## Persönlichkeiten
- Freiherr Franz Jelačić von Bužim (kroat. Franjo Jelačić Bužimski) (1746–1810), kroatischer Adliger, österreichischer Feldmarschallleutnant und Ritter des Maria Theresien-Ordens.
- Vlado Lisjak (* 1962), Ringer
- Emil Uzelac (1867–1954), österreichisch-ungarischer Generalmajor und jugoslawischer General.
- Freiherr Emil Woinovich von Belobreska (1851–1917), österreichisch-ungarischer General und Militärhistoriker

## Belege
- Artikel über die Kirchen auf der Seite der Eparchie Ober-Karlovac, (serbisch)